# Otto Hahne
Otto Hahne (* 18. Juni 1878 in Braunschweig; † 17. Juli 1965 ebenda) war ein deutscher Lehrer und Heimatforscher.

## Leben
Der Sohn des Braunschweiger Oberlehrers Franz Hahne besuchte die mittlere Bürgerschule am Prinzenweg und das Wilhelm-Gymnasium, an dem auch sein Vater unterrichtete. Otto Hahne studierte von 1898 bis 1901 an den Universitäten München, Leipzig und Göttingen Alte Sprachen, Archäologie, Geschichte und Germanistik. Zu seinen akademischen Lehrern gehörten der Historiker Karl Lamprecht und der Germanist Moritz Heyne. Während des Studiums wurde er Mitglied des Klassisch-Philologischen Vereins Leipzig und des Philologisch-Historischen Vereins Göttingen im Naumburger Kartellverband. Er schloss das Studium in Göttingen 1901 mit dem Staatsexamen für das Lehramt an höheren Schulen ab. Nach Ableistung des Seminar- und des Probejahres in Blankenburg und Braunschweig trat er 1904 eine Stelle als Oberlehrer am Progymnasium in Bad Harzburg an. Hier lernte er auch seine spätere Ehefrau Margarete Retemeyer kennen. Hahne wurde 1906 an das Braunschweiger Wilhelm-Gymnasium versetzt, wo er 1918 mit dem Professorentitel ausgezeichnet wurde. Er trat 1945 in den Ruhestand. Hahne starb 1965 in Braunschweig.
Hahne betrieb neben seiner Lehrertätigkeit heimatkundliche Forschungen, die er seit 1908 in niedersächsischen Zeitschriften publizierte, darunter das Braunschweigische Magazin, die Zeitschrift des Harzvereins für Geschichte und Altertumskunde und die Braunschweigische Heimat. Seine Arbeitsgebiete umfassten u. a. die Flurnamenforschung, bäuerliche Volkskunde und die braunschweigische Landesgeschichte des 16. bis 18. Jahrhunderts. Sein handschriftlicher Nachlass befindet sich im Stadtarchiv Braunschweig.

## Ehrungen
Der Braunschweigische Landesverein für Heimatschutz ernannte Hahne 1953 zum Ehrenmitglied. Er erhielt 1959 das Bundesverdienstkreuz 1. Klasse verliehen. Im Jahre 1963 wurde er mit dem Verdienstkreuz 1. Klasse des Niedersächsischen Verdienstordens ausgezeichnet.

## Schriften (Auswahl)
- Die Briefe der Herzogin Christine Luise an Herzog Karl I. In: Braunschweigisches Magazin 1917, Bd. 23.
- Sammlung und Verwertung der Braunschweiger Flurnamen. In: Niederdeutsche Zeitschrift für Volkskunde 1925, 3, S. 80–88.
- Braunschweig-Wolfenbüttel um 1600 als ein wirtschaftlich und kulturell zusammengeschlossenes Gebiet. In: Braunschweigische Heimat 1935, 26(3), S. 65–70.
- Vom Adelssitze zum Bauerndorfe Volzum. In: Braunschweigisches Jahrbuch 1943, S. 61–74.
- Der „Herrenhof“ Engerode. In: Braunschweigische Heimat 1949, 35, S. 17–29.
- Die Bevölkerungsgeschichte des Harzes. In: Braunschweigische Heimat 1950, 36, S. 90–106.
- Die Kemenate. In: Alt-Hildesheim 1953, 24, S. 6–8.
- Das Freiengericht in Sickte. In: Braunschweigische Heimat 1953, 39(4), S. 106–109.
- Das Adelsgut Hilprechtshausen. In: Braunschweigische Heimat 1954, 40(3), S. 77–81.
- Trulrad – Ein altes Frühlingsspiel ostfälischer Dorfjungen Mundart. In: Braunschweigische Heimat 1958, 44(1), S. 19.
- Der Immenzehnt. In: Braunschweigische Heimat 1960, 46(1), S. 5–7.
- Aus vergangenen Tagen des Dörfchens Orxhausen. In: Braunschweigische Heimat 1962, 48(2), S. 50–55.
- Das Schloß der Steinberge zu Bornhausen im Kreis Gandersheim. In: Braunschweigische Heimat 1963, 49(2), S. 33–37.
- Die Clusen im Lande Braunschweig. In: Braunschweigische Heimat 1964, 50(3), S. 72–78.
- Die mittelalterlichen Burgen und Erdwälle am Okerlauf, Oeding Verlag, Braunschweig, 1965.